# Sloboda, Kaharlîk
Sloboda (în ucraineană Слобода) este o comună în raionul Kaharlîk, regiunea Kiev, Ucraina, formată numai din satul de reședință.

## Demografie
Componența lingvistică a comunei Sloboda
     Ucraineană (98,57%)
     Rusă (1,37%)
     Alte limbi (0,05%)
Conform recensământului din 2001, majoritatea populației comunei Sloboda era vorbitoare de ucraineană (98,57%), existând în minoritate și vorbitori de rusă (1,37%).